# ۲-پنتین
۲-پنتین (به انگلیسی: 2-Pentyne) با فرمول شیمیایی C۵H۸ یک ترکیب شیمیایی است. که جرم مولی آن ۶۸٫۱۲ g/mol می‌باشد. 